# 1er régiment de lanciers (Belgique)
 (février 2025).
 (février 2025).
La mise en forme du texte ne suit pas les recommandations de Wikipédia : il faut le « wikifier ».
Les points d'amélioration suivants sont les cas les plus fréquents :
- Les titres sont pré-formatés par le logiciel. Ils ne sont ni en capitales, ni en gras.
- Le texte ne doit pas être écrit en capitales (les noms de famille non plus), ni en gras, ni en italique, ni en « petit »…
- Le gras n'est utilisé que pour surligner le titre de l'article dans l'introduction, une seule fois.
- L'italique est rarement utilisé : mots en langue étrangère, titres d'œuvres, noms de bateaux, etc.
- Les citations ne sont pas en italique mais en corps de texte normal. Elles sont entourées par des guillemets français : « et ».
- Les listes à puces sont à éviter, des paragraphes rédigés étant largement préférés. Les tableaux sont à réserver à la présentation de données structurées (résultats, etc.).
- Les appels de note de bas de page (petits chiffres en exposant, introduits par l'outil «  Source ») sont à placer entre la fin de phrase et le point final[comme ça].
- Les liens internes (vers d'autres articles de Wikipédia) sont à choisir avec parcimonie. Créez des liens vers des articles approfondissant le sujet. Les termes génériques sans rapport avec le sujet sont à éviter, ainsi que les répétitions de liens vers un même terme.
- Les liens externes sont à placer uniquement dans une section « Liens externes », à la fin de l'article. Ces liens sont à choisir avec parcimonie suivant les règles définies. Si un lien sert de source à l'article, son insertion dans le texte est à faire par les notes de bas de page.
- La présentation des références doit suivre les conventions bibliographiques. Il est recommandé d'utiliser les modèles {{Ouvrage}}, {{Chapitre}}, {{Article}}, {{Lien web}} et/ou {{Bibliographie}}. Le mode d'édition visuel peut mettre en forme automatiquement les références.
- Insérer une infobox (cadre d'informations à droite) n'est pas obligatoire pour parachever la mise en page.

Pour une aide détaillée, merci de consulter Aide:Wikification.
Si vous pensez que ces points ont été résolus, vous pouvez retirer ce bandeau et améliorer la mise en forme d'un autre article.
 (mars 2024).
- Si vous ne connaissez pas le sujet, laissez ce bandeau (vous pouvez alors contacter les auteurs).
- Si vous supprimez le contenu mis en cause (vous pouvez préalablement contacter les auteurs),

argumentez précisément cette suppression dans la page de discussion
(un manque de référence n'est pas un argument ; une recherche réelle de référence doit avoir été effectuée, être formellement documentée).

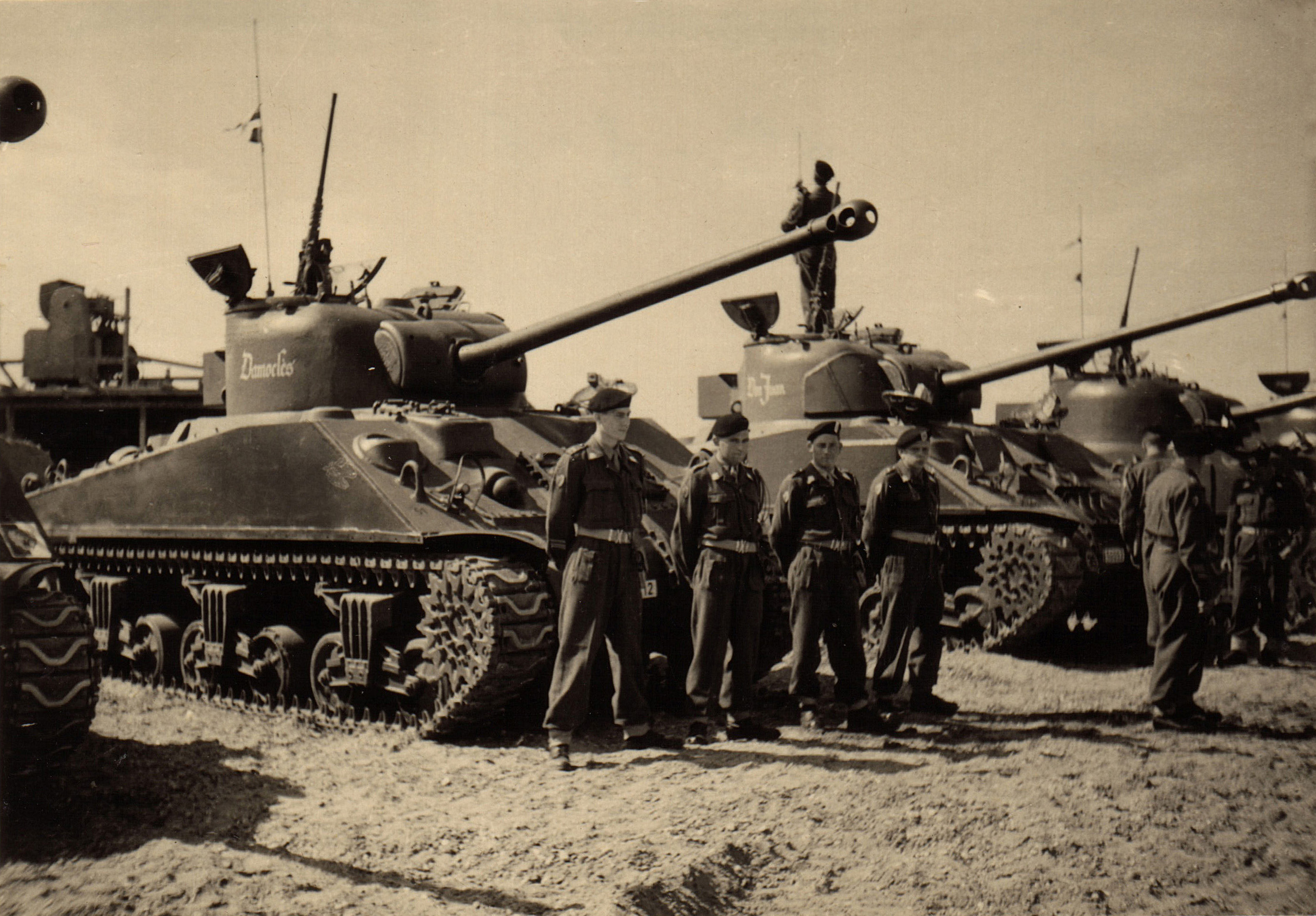
1er août 1952 - Fastes du 1er Régiment de Lanciers.

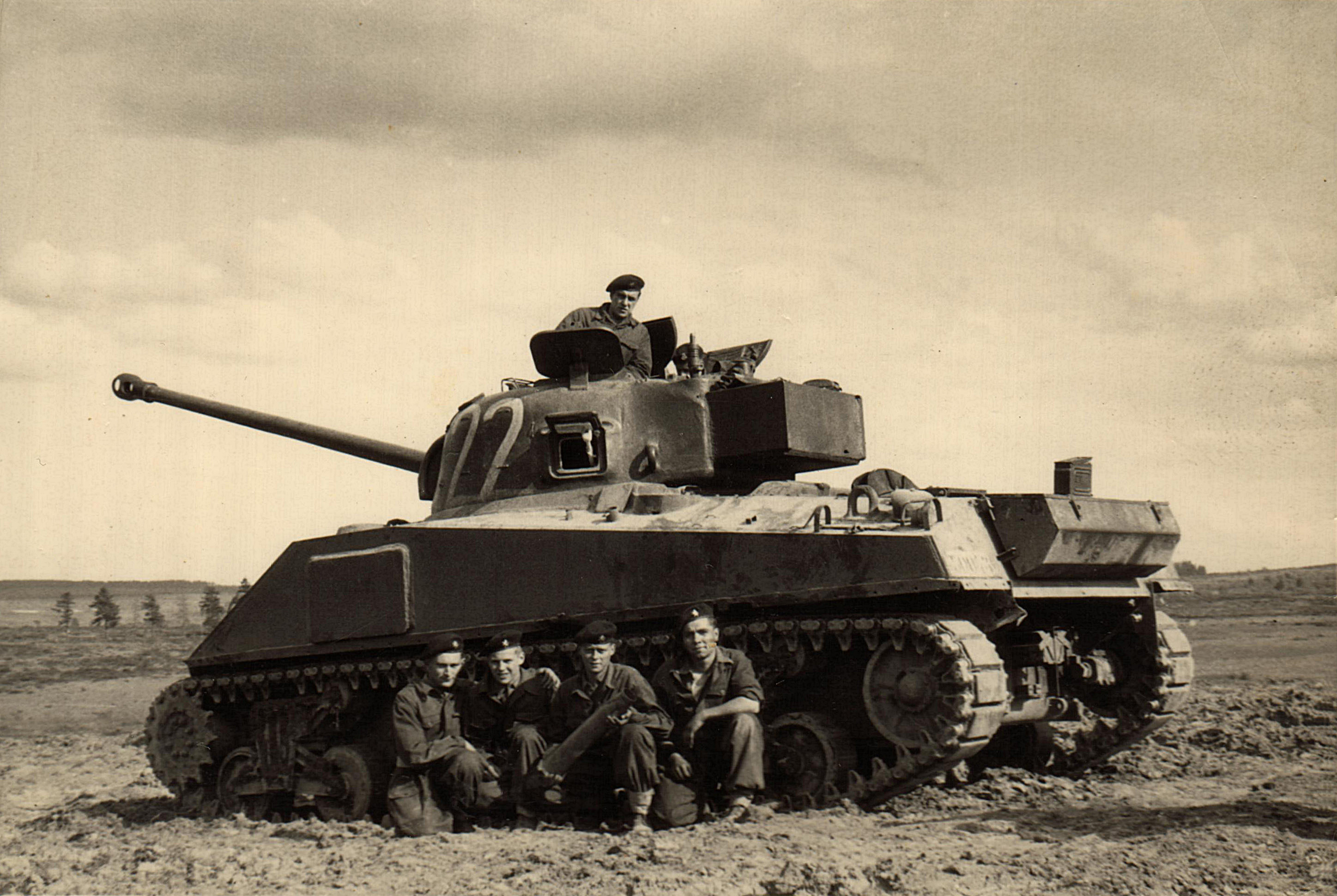
1952 – Équipage d’un Sherman Firefly du 1er Régiment de Lanciers de l’armée belge en grandes manœuvres à Elsenborn.

Le 1er Régiment de Lanciers (néerlandais : 1ste Lansiers) était un régiment de cavalerie de l'armée belge. Le 12 septembre 2003, le régiment reprend les traditions du 3 Lanciers  et devient le 1/3 régiment de lanciers.

## Historique

### Origines
L’acte de baptême du « Régiment de Chevau-Léger van der Burch » date du 13 février 1814 :
Nous, Charles-Auguste, Duc régnant de Saxe-Weimar et Eisenach, commandant en chef de l’armée de Brabant, chargeons et autorisons :
Le Comte van der Burch de lever incessamment dans les ci-devant Pays-Bas un régiment de cavalerie légère pour le service des hautes puissances alliées, et d’en faire prêter serment entre les mains du gouvernement militaire à Bruxelles. Nous l’autorisons de plus à se regarder comme le Colonel du nouveau régiment à former, d’en choisir les officiers et de faire toujours les démarches propres à en assurer la prompte organisation.

Signé au Quartier Général de Bruxelles ce 13 février 1814.
Les Chevau-Léger sont les héritiers des dragons de Ligne et de Latour, illustre régiment de cavalerie national créé en 1725 et appelé depuis 1806 Chevau-Léger de Vincent. C’est en hommage à ce glorieux régiment belge que le comte van der Burch donne le nom de Chevau-Léger à son régiment. Ce régiment célèbre dans l’Europe entière avait livré cent-soixante-et-un combats, au service de la monarchie de Habsbourg, depuis sa création. 
Les alliés ayant décidé la formation du Royaume uni des Pays-Bas lors du congrès de Vienne, la Légion belge est dissoute le 1er septembre 1814 et ses régiments sont constitués de la même façon que les régiments hollandais. Le 1er juin 1815, ce régiment prend le nom de « Dragons Légers No 5 » de l'armée du Royaume uni des Pays-Bas. Commandé par le lieutenant-colonel de Mercx, il se distingue aux batailles des Quatre-Bras et de Waterloo contre les armées napoléoniennes.
Le 5 octobre 1820, le Régiment reçoit son Étendard à Tournai qui, dès 1780, était devenue ville de garnison de l’escadron Chevau-Léger des Dragons de Latour.
Dix ans plus tard, lors de la révolution belge, le 24 octobre 1830, le 1er régiment de lanciers est constitué à Tervuren par décision du gouvernement provisoire. Les éléments belges du 5e dragons légers et quelques éléments des 4e dragons légers et du 10e lanciers sont rassemblés pour former le régiment.
Durant la Campagne des Dix-Jours, il est intégré à de l'Armée de l'Escaut et un détachement participera à la bataille de Bautersem. En 1870, lors de la guerre franco-prussienne, le régiment est mobilisé sur pied de guerre et est intégré à la réserve de cavalerie de l’armée d’observation. En 1871, il prend ses quartiers à Namur.

### De 1830 à 1914
En août 1831, le Régiment fit partie de l’Armée de l’Escaut et prit part à la campagne des Dix Jours.
Un escadron du 1er Lanciers était attaché à l’avant-garde qui livra le 11 août, le combat de Bautersem, lors de la marche de l’armée de l’Escaut, de Louvain sur Tirlemont.

Le 12 août, trois escadrons protégèrent, depuis Bautersem jusqu’au-delà de Louvain, la retraite de cette même armée. C’est à l’issue de cette journée que, tourné vers l’État-Major, Léopold 1er passant devant le 1er Lanciers rangé en bataille, dit :
« SI TOUT LE MONDE S’ÉTAIT CONDUIT COMME LE COLONEL DU 1er LANCIERS ET SON REGIMENT, NOUS N’EN SERIONS PAS REDUITS A LA SITUATION ACTUELLE. »
C’est à Malines que le roi Léopold Ier remit, le 3 janvier 1832, l’Etendard du 1er Régiment de Lanciers au Colonel Charles-Ferdinand de THIERRY.
En 1832 et 1833, le 1er Lanciers coopéra au service des avant-postes établis vers la frontière hollandaise. 
En 1870, lors de la guerre franco-allemande, le Régiment mobilisé sur pied de guerre fit partie de la réserve de cavalerie de l’armée d’observation.
En 1871, le danger passé, il tint garnison à Namur, ville qu’il ne devait quitter que 43 ans plus tard pour entrer en campagne le 1er août 1914.

### Première Guerre mondiale

#### Campagne 1914 – 1918
Le 1er août le 1er Lanciers quitta la ville de Namur, ovationné chaleureusement par ses habitants, pour se consacrer en avant de la ligne des forts de Namur à la tâche qui lui était dévolue : battre le terrain à longue distance et apporter au commandement de la place fortifiée le plus d’informations possibles. 

##### Combat de Boneffe
Le 13 août, un détachement composé de deux compagnies cyclistes et de deux escadrons du 1er Lanciers qui se trouvaient rassemblés à Eghezée, est informé par des reconnaissances d’officiers, qu’un ennemi, fort de 200 cavaliers et cyclistes avec des mitrailleuses, bivouaque au Nord de Boneffe. Jugeant le coup de filet possible, le Major Adjoint d’État-Major Lemercier prend rapidement ses dispositions. L’opération, menée avec énergie, est couronnée de succès. Surpris à la fois de front et à revers, les Allemands, qui ont essayé en vain de se ressaisir prennent la fuite et abandonnent aux vainqueurs : des prisonniers, des chevaux, des armes et des munitions. Le soir du combat de Boneffe, lorsque les escadrons et les compagnies cyclistes rentrent au cantonnement, des casques allemands et des trophées de toutes espèces s’accrochent aux selles et aux guidons des vélos. La population acclame les vainqueurs et leur offre des fleurs.

##### La retraite
Le 19 août vint la longue et harassante retraite vers la France. Le Régiment marche 13 jours et campe 13 nuits sans perdre de sa vigueur. Embarqué au Havre, le 1er Régiment de Lanciers rejoint par la mer le gros de l’Armée et entre dans le camp retranché d’Anvers, le 6 septembre 1914.
Le 1er Lanciers installé défensivement le long d’une partie de l’Escaut y subissant stoïquement les bombardements ennemis, il participe à la défense de la ville d’Anvers et répond vigoureusement aux fusillades des Allemands gardant intact le terrain qui lui est confié. Après sa relève, il est envoyé au repos à Zele, il avait subi de sérieuses pertes.
La brillante conduite du Régiment à Namur et aux environs de Termonde valut au 1er Lanciers l’inscription de « NAMUR » et de « TERMONDE »  sur son Étendard. Au cours de l’épique retraite effectuée par l’Armée du camp retranché d’Anvers à l’Yser, le 1er Régiment de Lanciers fut mis tour à tour à la disposition des différentes Divisions d’Armée pour en couvrir la marche. Entreprenants et actifs, ses divers éléments rendirent à cette occasion, une fois de plus, de signalés services.
Le 18 octobre 1914, le Régiment passa en entier sur la rive gauche de l’Yser. La retraite était définitivement terminée et l’Armée belge organisait fiévreusement la défense du fleuve derrière lequel elle allait barrer pour toujours la marche aux Allemands.
Tant que durera la guerre de tranchées, les cavaliers abandonneront souvent leur monture pour prendre activement part à la garde des retranchements de l’Yser. Tout comme leurs frères de l’Infanterie, ils exécuteront les marches harassantes dans les boyaux fangeux, ils passeront maintes nuits interminables à assurer le service de garde aux avant-postes les plus exposés. Ainsi, à ses tours de service, le 1er Régiment de Lanciers occupera les sous-secteurs de Nieuport, de Ramscapelle, de Pervijse, les postes aquatiques de Boesinghe, de Dixmude et de Merckem.
En janvier 1918, lorsque le commandement de l’Armée belge décide la création des groupements légers, le 1er Régiment de Lanciers donne le jour à deux organismes nouveaux. Un groupe du Régiment, le 3e escadron et l’Étendard, avec l’adjonction de la compagnie cycliste divisionnaire et l’escadron d’autos blindées, forme le Groupement léger de la 4e Division d’Armée. L’autre groupe du 1er Lanciers, les 1er et 2e escadron, passe à la 5e Division d’Armée dont il constitue le Groupement léger avec l’appoint de la compagnie cycliste divisionnaire, d’un peloton de guetteurs et de 3 autos-blindées.

#### La bataille des Flandres

##### Le Groupement léger de la4edivision d’Armée
Aux premières heures de l’offensive qui devait chasser définitivement l’Allemand de ses positions de l’Yser, le Groupement léger de la 4e Division d’Armée reçoit l’ordre de faire exécuter une attaque sur Rille, par la Compagnie Cycliste.
Après une approche laborieuse dans un terrain marécageux, c’est au cri de « Vive le Roi » que tous les hommes de la compagnie bondissent, baïonnette en avant, au-dessus des fils de fer barbelés et franchissant les abris en béton. Le combat se poursuit pendant toute la journée et durant toute la nuit.
Les unités du Groupement léger passent encore 10 jours dans les tranchées le long du canal de Handzaeme. Le 14 octobre 1918 au matin, cavaliers, cyclistes et autos-mitrailleuses s’élancent dans la brèche faite par l’infanterie. Malgré tous ses efforts, le gros du groupement ne peut parvenir à déboucher de Boschwege petit hameau situé à proximité de Handzaeme.
Le Groupement léger de la 4e Division d’Armée vécut les 15 et 16 octobre 1918 deux journées des plus rudes de la guerre et c’est en souvenir de ces ardents combats que l’on peut lire aujourd’hui en lettres d’or, le nom glorieux de « Handzaeme » dans les plis de son étendard.

##### Le Groupement léger de la5eDivision d’Armée
Jusqu’au 16 octobre 1918, pendant 70 jours consécutifs, le groupement léger de la 5e Division d’Armée a assuré seul la garde et la défense du redan de Nieuport, ensuite celles du centre de résistance de Lombardzijde. Il prend part alors, fractionné entre deux divisions, aux opérations de poursuite des armées allemandes : le 1er escadron, trois pelotons cyclistes et les autos-blindées sont sous les ordres du Commandant de la 5e Division d’Infanterie tandis que le 2e escadron et un peloton cycliste sont attachés à la 11e Division d’Infanterie.

##### Avec la5eDivision d’Infanterie
Le 17 octobre 1918, la cavalerie affectée à la 5e Division d’Infanterie, progresse par le pont de Schoorbakke, Saint Pierre Chapelle, Slijpe et Leffinghe, et atteint à la tombée de la nuit les environs de Snaeskerke. Le 18 octobre, envoyée en avant-garde, elle arrive en vue de Bruges. L’extrême pointe, en débouchant de la ville est accueillie par des rafales de mitrailleuses. Les Lieutenants Haquenne et Cartujvels de Collaert combinent leurs efforts pour déloger l’ennemi qui se retire jusque dans l’usine « La Brugeoise ». L’adversaire est poursuivi par les cavaliers de deux mêmes pelotons, qui escaladent les talus du chemin de fer Bruges - Gand. Le lendemain, le 1er escadron, qui est en extrême pointe de la Division d’Infanterie, envoie un peloton de reconnaissance vers Maldegem, tandis que les cyclistes en fournissent un autre vers Stooiburg. Le pont de Moerkerke est le seul que l’ennemi n’a pas eu le temps de faire sauter. Le 20 octobre, les éléments du groupe léger en avant-garde livrent un combat acharné pour s’emparer de Maldegem. Après cette opération, le Lieutenant écuyer Cartujvels de Collaert, est envoyé en reconnaissance vers le canal de dérivation de la Lys au Nord du pont de Balgerhoek. Il rapporte de précieux renseignements sur l’occupation du canal qui est fortement tenu. Le 2 novembre, après quelques jours de repos, les éléments du groupement léger, avec une composition un peu différente, reprennent leur mission à la 5e Division d’infanterie ; le 3 novembre, le détachement de cavalerie en extrême pointe, combat aux lisières d’Ertevelde.

##### Avec la11eDivision d’Infanterie
Le 18 octobre 1918, le 2e escadron et le peloton cycliste forment l’avant-garde, et marchent sur Zerkegem. Arrivés dans cette localité ils sont relevés et chargés de reconnaître Brumes qu’ils trouvent occupé.
Le 19 octobre, l’escadron de cavalerie coopère avec la 1re Brigade de cavalerie à la prise du hameau d’Hoogstraete.
Le 20 octobre, l’escadron en pointe d’avant-garde, oblige l’ennemi à évacuer le moulin de Kruiput, puis continue sa marche vers le canal de dérivation de la Lys.
Envoyé en reconnaissance le 21 octobre, le Lieutenant Comte de Looz-Corswarem s’approche jusqu’aux réseaux de fils de fer barbelés où il est gravement blessé de deux balles. Néanmoins, il a rempli sa mission et peut, avant d’être évacué, fournir au commandement des renseignements complets sur la défense ennemie. Le 2e escadron est alors chargé d’assurer la liaison avec la 1re Division d’Armée et occupe les sous-secteurs immédiatement à l’ouest de Ronsele, où il subit de violents bombardements à obus toxiques. Après le 2 novembre, le nouveau détachement mis à la disposition de la 11e Division d’Infanterie continue à remplir des missions en tête de l’avant-garde. Le groupement léger est reconstitué deux jours plus tard et chargé du nettoyage de la zone occupée par la 5e Division d’Armée. La signature de l’armistice trouve ces unités cantonnées à Eecloo Molenhoek (Sleydinghe) et Lembeke. Le 21 novembre 1918 enfin, le groupement léger de la 5 Division d’Armée se mettait en route avec sa division pour occuper les pays rhénans et affirmer là-bas notre éclatante victoire.

### Entre-deux-guerres
Si les hostilités étaient terminées, la « Garde du Rhin » allait encore s’imposer pendant une dizaine d’années. Namur ne devait plus revoir son 1er Lanciers. Le régiment ne tardait pas à faire partie de l’Armée d’occupation et, seul de toute la cavalerie, il y restera à Aix-la-Chapelle puis à Echweiller, jusqu’à l’évacuation des territoires rhénans. Victime du retard dans la construction de la caserne de Spa, le 1er Lanciers, à son retour en Belgique, allait passer une « villégiature » d’un an à Bourg-léopold. Mais ce séjour, en permanence, au Camp de Beverloo allait permettre une perfection dans l’instruction du régiment, perfection qui le préparerait admirablement au rôle de choix qui allait lui incomber.
En effet, dès 1931, le régiment est à Spa. Régiment-frontière, sentinelle avancée vers l’Est, vers la perpétuelle menace qui ne tarderait pas à surgir.
Et là, dans la coquette petite ville d’eaux, mais dans un site de fagnes et de forêts, le 1er Lanciers allait se mettre en devoir de parfaire sa préparation. Que ce soit au temps des chevaux, ou plus tard, des moteurs, le régiment, tant au cours des manœuvres que dans les compétitions sportives internationales, méritait la faveur marquée que ne lui marchandaient pas les grands chefs de l’Arme et de l’Armée.… Concours hippiques, fêtes militaires, épreuves motocyclistes, mondanités, certes… mais surtout, activité tactique, poussée comme il se doit aux marches de l’Est.

### Seconde Guerre mondiale

#### Campagne 1940
Le 1er Lanciers est, depuis 1930, aux ordres tactiques du Commandant de la Position Fortifiée de Liège. C’est dire qu’il connaît son terrain à fond et que le 1er Lanciers a la sensation de défendre sa propre garnison. Il forme en effet le noyau des troupes de défense d’un des deux sous-secteurs de couverture de la Place Forte. Il est encadré, à sa gauche, par un régiment de Cyclistes Frontières, à droite, par un régiment de Chasseurs Ardennais.
En 1939, durant la période de mobilisation, deux missions incombent au Régiment dans son secteur.
- Coopérer au service de surveillance et de renseignements de la frontière.
- Couvrir le déploiement des troupes d’infanterie de Liège sur les positions et, dans ce but, freiner une avance éventuelle de l’ennemi soit par le combat, soit par des destructions et obstructions.
La première de ces missions, ainsi que la construction des barrages routiers et la préparation des sautages de ponts, de routes, de tunnel, etc., a occupé toute la période de mobilisation.
Et nous voici au 10 mai :
À midi, le Service de Surveillance et de Renseignements à la frontière a terminé sa mission avec plein succès et presque sans casse. Et c’est sans casse aussi que s’accomplit au cours de la matinée du 10, la mission de retarder l’avance ennemie. Cet accomplissement essentiellement économique d’une mission de couverture, le 1er Lanciers le doit à son labeur incessant au cours des mois de la « drôle de guerre ». Cette activité, qui fit couler tant de sueur et épargna tant de sang, avait eu pour résultat tangible, qu’au moment de l’invasion, toute la région frontière devant Spa avait été rendue infranchissable à toute colonne de quelque importance. C’est le travail des Lanciers du 1er Régiment dans les mois précédents qui a fait perdre suffisamment de temps à l’ennemi pour que les troupes de Liège aient pu garnir leurs positions. La mission du Régiment était donc accomplie sans que le combat eût été nécessaire. Cette première journée de guerre s’est ainsi clôturée par un plein succès acquis aux moindres frais. La seconde journée devait malheureusement être aussi infructueuse que meurtrière. Et les noms de Juprelle et de Lantin sonneront toujours comme le glas. Vers 14 heures, le 1er Lanciers, fut envoyé de toute urgence vers Juprelle, en réserve. Le ciel radieux était le domaine incontestable et incontesté de l’aéronautique ennemie. Et de 16 à 20 heures, les tronçons du Régiment, en colonne de route, sans possibilité de se dissimuler, furent soumis aux coups meurtriers des Stukas, une nouveauté pour notre baptême de feu. Stoïque sous l’avalanche des bombes, le Régiment ne songe pas à broncher. Mais il subit des pertes cruelles en personnel ; des pertes quasi irréparables en matériel surtout. Vers le soir seulement, ils nous laissèrent en paix, mais alors se révéla l’autre danger : celui des chars sillonnant toute la région et signalés par nos patrouilles. Comme le Régiment risquait d’être tourné dans Juprelle qui se trouve au centre d’une plaine, le Chef de Corps reporta le gros de ses forces à quelques centaines de mètres en arrière, afin de tenir sous le feu, les débouchés du couvert et d’éventer toute menace qui surgirait de la droite ou de la gauche. Cette action eut pour résultat matériel que l’ennemi cessa de pousser au-delà de Juprelle. Car il est bon qu’on le dise : là où, en 1940, nos troupes eurent une attitude ferme, là aussi l’Allemand s’abstint de bourrer vers l’avant de façon trop arrogante. Dès le 13 mai, tout ce que le 1er Lanciers peut encore mettre en ligne est réparti entre les 4e Lanciers et 1er Guides pour étoffer la défense de la Gette. À la suite d'une réorganisation du Corps de Cavalerie, le Régiment est réduit, le 15 mai, à un groupe de marche. Au soir du 16 mai, le Régiment est à l’étape à Achtendries, près de Gand.
Le 17 mai, il est à la garde, en centres anti-chars, des ponts de l’Escaut à Shoonaerde, Wetteren et Heusden. La nuit il se déplace et va protéger la mise à feu des destructions des ponts sur la Durme à Hamme, Waesmunster et Lokeren. Le lendemain, c’est l’occupation de l’Escaut entre Breskens et Hoofplaet.
Pendant trois jours, nos unités organisent la défense de la berge. Elles sont fréquemment survolées par l’aviation ennemie et bombardées par l’artillerie allemande installée dans la région de Flessingue.

#### La Lys
Le 24 mai, tard dans la soirée, le 1er Lanciers reçoit l’ordre de se rendre le plus rapidement possible à Cortemark, à l’autre extrémité du front belge où la situation s’est fort aggravée. Le lendemain, il doit se porter à Gheluwe, y prendre position avec mission de résister à outrance. À peine sur le terrain, les escadrons sont survolés et mitraillés par l’aviation. Vers 17 heures, les tirs d’artillerie et les bombardements d’aviation redoublent de violence, mais deux attaques sont repoussées. Les armes tirent à plein débit. L’ennemi est bientôt cloué au sol assez près des lignes défendues par le Régiment Le 26 mai à l’aube, furieuse préparation d’artillerie. L’ennemi, renforcé au cours de la nuit, pousse une troisième attaque. Pendant quatre heures, le Régiment mène une lutte farouche. Le 27 mai dans l’après-midi, alors que le Régiment est épuisé par ses belles interventions des derniers jours, ordre lui est donné de former un escadron avec tous les rescapés. Ce nouvel escadron doit se porter rapidement à Passchendaele pour colmater une brèche faite dans le dispositif ami.
Malgré les feux violents adverses et les efforts répétés de l’ennemi pour se frayer un passage, notre dernier escadron, en dépit de son infériorité numérique, dédaignant les fatigues et les privations, résiste avec acharnement et, vaillamment, arrête l’ennemi sur place. Au cours de ces derniers jours tragiques, les officiers, sous-officiers et Lanciers du 1er Régiment se sont montrés dignes de leurs aînés.
Quatre-vingts Lanciers du 1er Régiment sont morts pendant les 18 jours de la campagne de mai 1940 avec la consolation d’avoir « bien servi » et plus de 200 blessés portent courageusement les traces douloureuses de leurs glorieuses blessures reçues sur les différents champs de bataille.
Le 1er Régiment de Lanciers est dissous lors de la capitulation de l’armée belge.

### Après-guerre

#### La Résurrection… La vie continue…
Le 6 mai 1946, provenant de tous les horizons géographiques et militaires, le 1er Lanciers est reformé comme bataillon de reconnaissance et arrive entre les murs lépreux de l’antique caserne de la Chartreuse à Liège. Deux mois plus tard, le 1er Lanciers défile à Liège devant le Ministre de la Défense nationale qui remit au Régiment son vieil Étendard. Ce fut une belle fête militaire. On n’avait plus vu ça à Liège depuis les malheurs de 40. C’est à la mi-novembre qu’une grande nouvelle vint secouer la torpeur : le 1er Lanciers fait mutation pour l’Allemagne. Pas tout de suite, dans un bon mois, peut-être deux. Les sceptiques haussent les épaules. Ils ont tort, un personnel d’installation fort d’une cinquantaine d’hommes va s’installer à Weiden dans une caserne délabrée qu’il doit garder et aider à mettre en état. Il semble bien, cette fois, que le destin ait parlé.
Puis la nouvelle éclate : c’est à Spa que le 1er Lanciers ira prendre garnison. Aussi, le 7 janvier 1947, le 1er Lanciers fait mouvement, au grand complet, de Liège à Spa. En 1949, le Régiment cesse d’être bataillon de reconnaissance pour devenir Bataillon de tanks. Tout le cadre, colonel en tête, se mit en salopette et commença l’instruction chars. Quant à la troupe, elle connut l’amertume de la séparation et de l’exil : une partie fut désignée pour le 1er Chasseur à Cheval, l’autre pour l’École des Troupes Blindées. Un bon quart demeure sur place pour les gardes, les corvées, les services et… le Challenge Cavalerie. Conséquence paradoxale des épreuves subies par le Régiment, c’est cette année-là qu’il remporte le trophée convoité.
Le 22 juillet 1950, un grand honneur échut à notre Régiment. Parmi tous les emblèmes de l’armée belge, c’est notre étendard qui fut choisi pour accueillir et escorter le Roi Léopold III à son retour d’exil. Hommage rendu par les plus hautes autorités du Royaume à la Tradition et à la Fidélité. Octobre 1951, la situation internationale n’est pas de tout repos.
Quelque chose bouge, on le sent. Le 1er Lanciers va, sous peu, faire mutation dans les Forces belges en Allemagne : garnison Düren. Les premiers temps furent plutôt durs malgré tout. Le Régiment fit l’apprentissage de la vie des chantiers. Quand tout fut fini, c’est-à-dire un an après, le Régiment put enfin occuper son quartier.

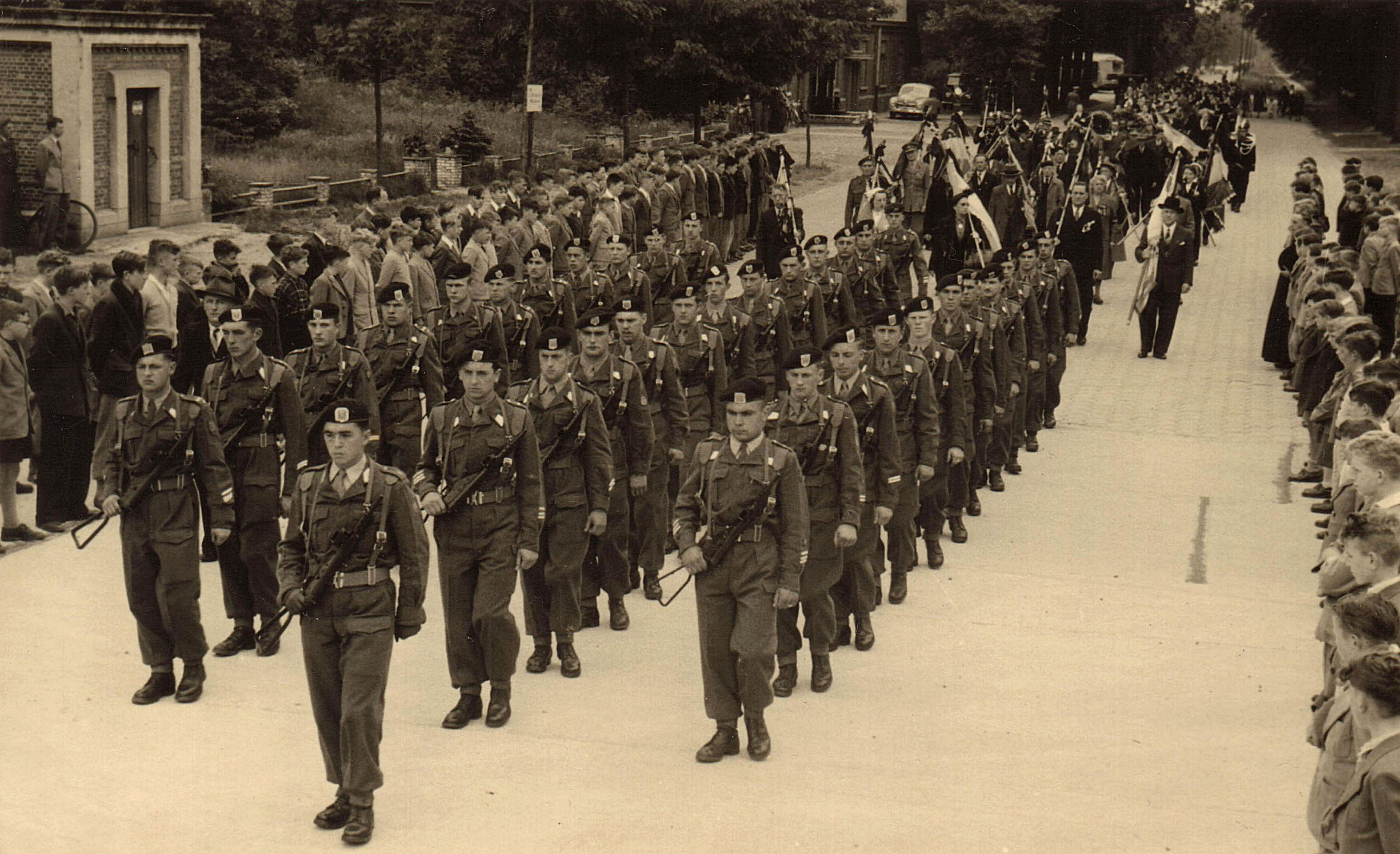
Détachement d'une compagnie du 1er Régiment de Lanciers défilant à pied lors d’une marche patriotique en 1952.

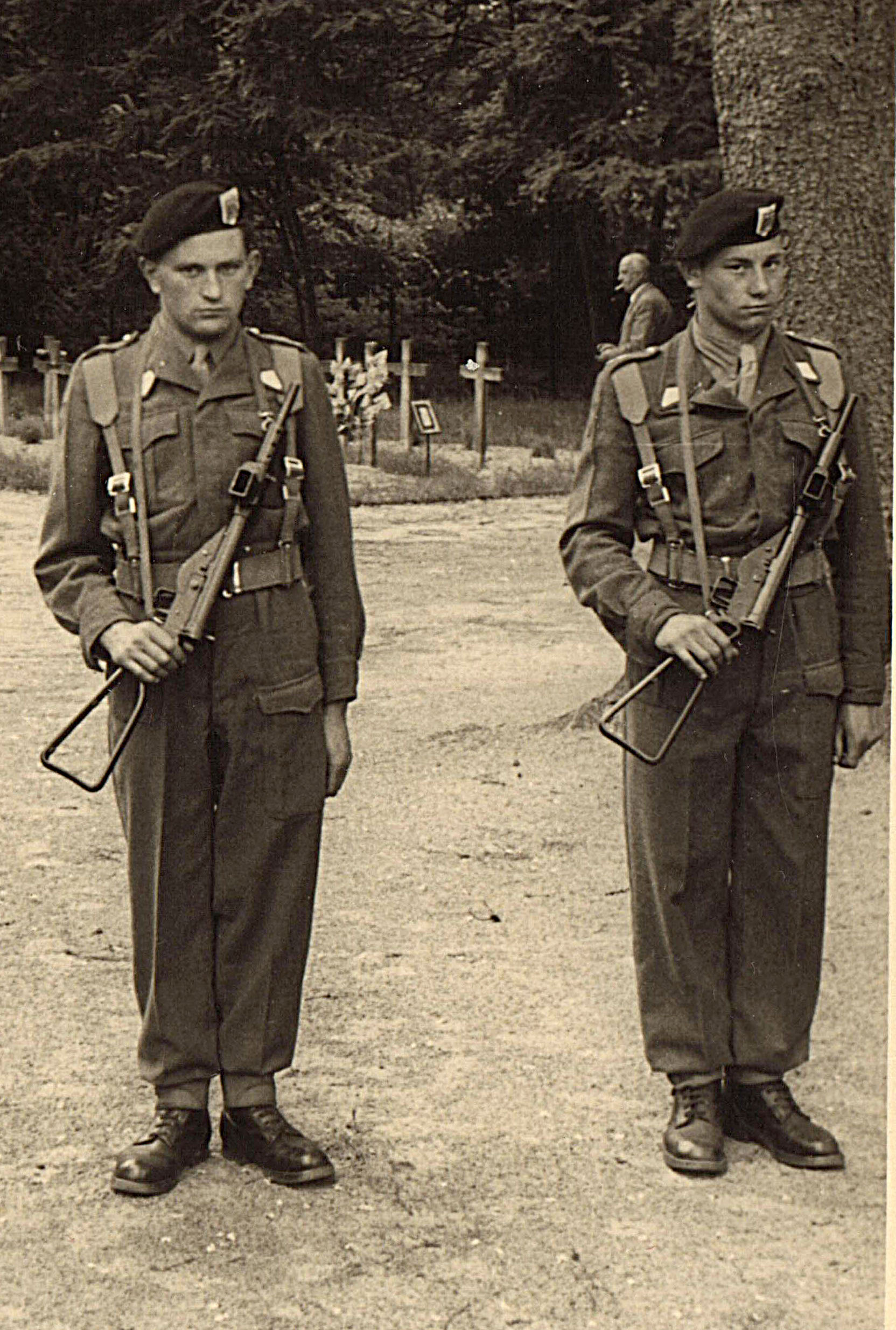
Miliciens du 1er Régiment de Lanciers belges rendant les honneurs lors d'une cérémonie patriotique.

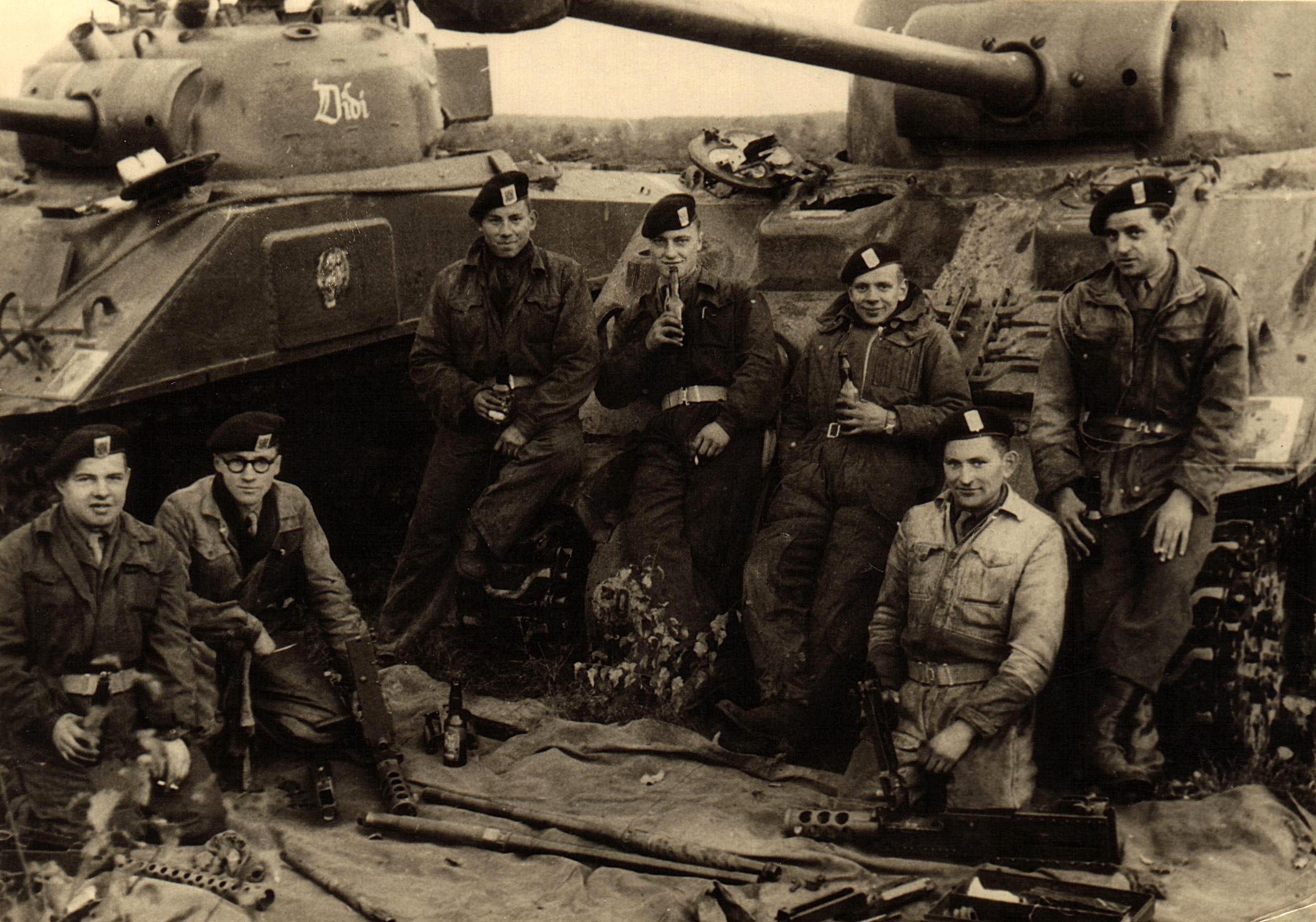
Canonnier du 1er Régiment de Lanciers démontant la mitrailleuse de tourelle Browning M2 de son char Sherman Firefly avec l'aide de ses compagnons d’armes lors d’un exercice au camp de Bergen-Hohne (Allemagne).

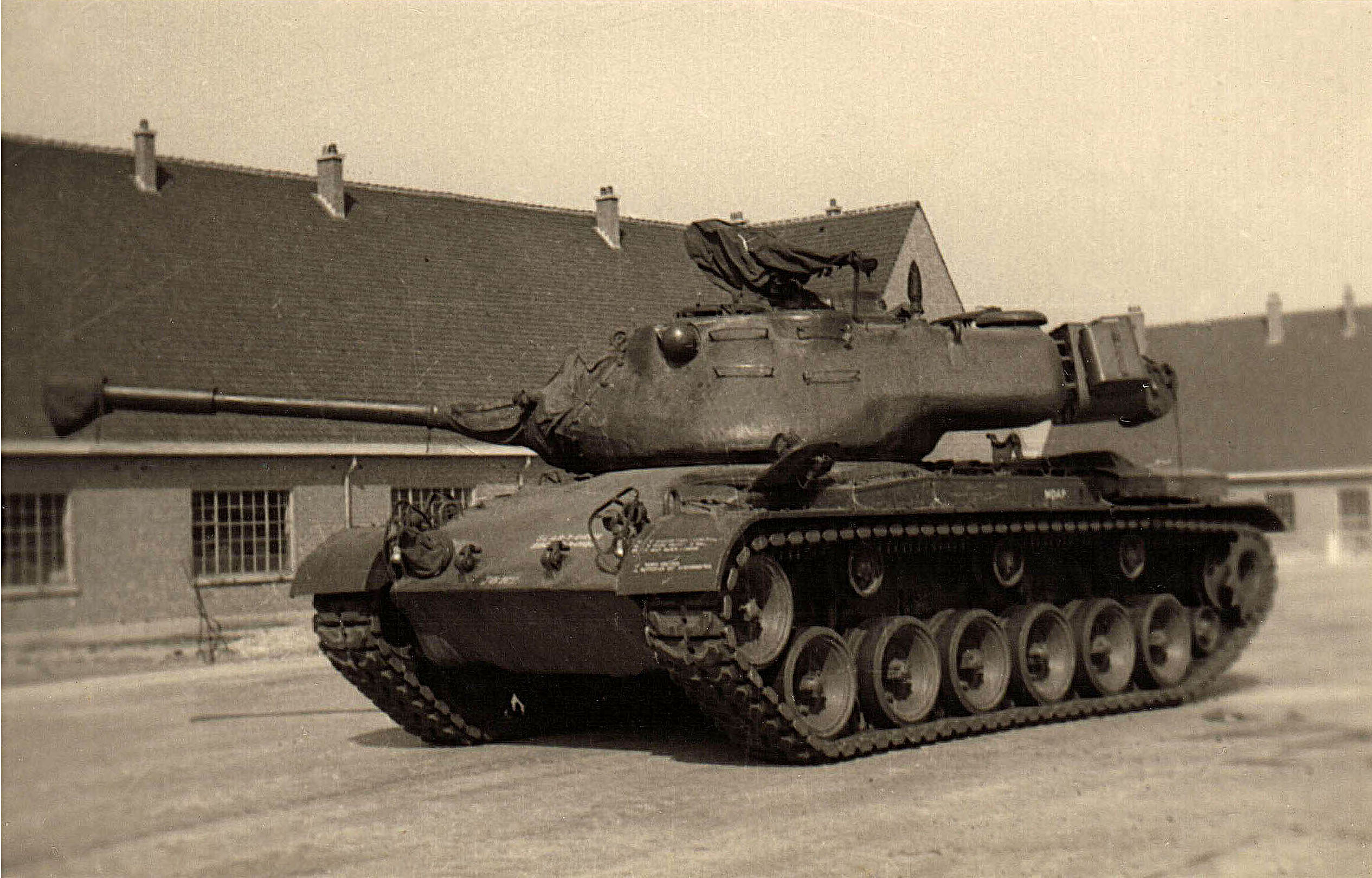
1952 - Char M47 Patton du 1er Régiment de Lanciers belges à Duren (Allemagne).

En mai 1957 et en octobre 1959, le Régiment eut l’honneur de recevoir Sa Majesté le Roi lors d’une visite.
Juillet 1960, lors des tragiques événements du Congo, il fut fait appel au 1er Lanciers pour envoyer dans notre ancienne Colonie un « escadron de marche ». Il y eut beaucoup de volontaires pour aller représenter le Régiment en Afrique mais malheureusement beaucoup trop peu d’élus. La mission principale de cet escadron de marche fut de maintenir ou de rétablir l’ordre dans certaines régions où des luttes tribales rivalisaient de sauvagerie. Cela fut fait sans panache peut-être, mais dans un esprit de discipline, de travail et d’enthousiasme. Grâce à sa présence vigilante l’escadron 1er Lanciers fit régner l’ordre partout où il fut appelé à entrer en action et la force ne dut être employée que rarement.
Il était écrit que cette année 1960 se terminerait sur une note sombre : décembre 1960 et janvier 1961 période de grèves en Belgique. La presque totalité du Régiment se retrouva bientôt dispersée en Belgique pour assurer la garde des installations vitales. Bruxelles, Charleroi, Namur, Ronet, Liège, La Louvière, Casteau… autant de villes étapes qui ont vu nos bérets noirs et apprécié la manière dont ils ont rempli leur mission avec calme et sang froid, conscients de la lourde responsabilité qui leur avait été dévolue.
1er février 1961 nouveau déchirement pour le 1er Lanciers : le Régiment passe à l’organisation ternaire et cède un de ces escadrons au 4e Chasseurs à Cheval nouvellement créé.
En avril 1961, un baume puissant aide le Régiment à panser ses plaies. Le 1er Lanciers est chargé d’accueillir Sa Majesté la Reine à son entrée dans la garnison de Düren. 
De 1963 à 1967, le Régiment s’est continuellement perfectionné dans le tir à bord des chars et en cette année 1967 nous enlevons le Challenge des Fraternelles, tournoi qui réunit les différents Régiments de tanks belges sur les pas de tir du Camp de Bergen-Höhne dans le Nord de l’Allemagne.
En 1968, nous avons l’insigne honneur de remporter le « Canadian Army Trophy » devant les autres représentants du Groupe Armée Nord. Cette épreuve interalliée de tir au canon à bord des chars nous avait été ouverte par notre Première Place au Challenge des Fraternelles en 1967.
À cette occasion Sa Majesté le Roi Baudouin a tenu à féliciter personnellement tous les artisans de cette victoire.
1970 verra le départ de nos braves Patton et l’arrivée des fringants Leopard 1. Pour tous nos Lanciers c’est l’occasion de reprendre le chemin des salles de cours afin d’apprendre à dompter nos nouvelles montures, mais déjà nous commençons à les aimer.
1971 met un terme à la transition entre le Patton et les Léopard.
De 1972 à 1980, le 1er Lanciers s’entraîne sur tous les terrains tant sur le plan tactique, qu’au tir et dans les différentes épreuves sportives.
En 1975, le Régiment quitte la 17e Brigade Blindée. Pour marquer son entrée à la 7e Brigade d’Infanterie Blindée, il remporte le Challenge Omnisports créé par celle-ci en 1976 et 1977.
L’année 1980 voit le Régiment connaître sa quatrième ville de garnison. Le déménagement vers Marche-en-Famenne, dans un quartier ultra moderne, mobilise toutes les énergies : en effet, outre le Régiment lui-même, les familles doivent également rejoindre la Belgique.

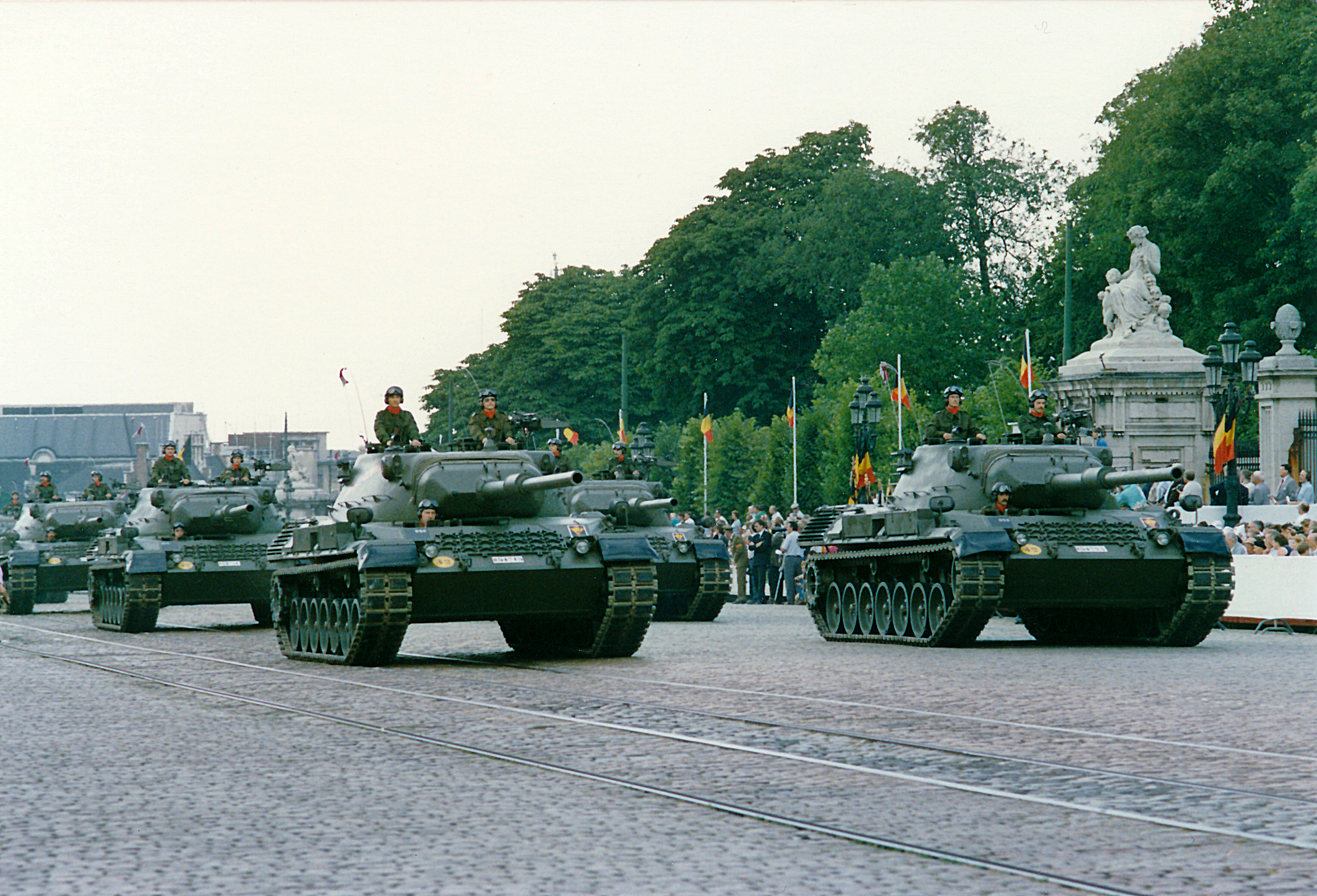
Chars Léopard 1 du 1er régiment de lanciers défilant devant la tribune royale le 21 juillet 1989 à Bruxelles.

De 1981 à 1992, le Régiment participe à de nombreux exercices et manœuvres tant nationaux qu’internationaux.
C’est en 1988 que les efforts dans le domaine de l’instruction du tir au canon portent leurs fruits. Non content d’établir avec un peloton de l’Escadron C un record absolu, jamais battu, lors d’un battle run de rêve (28.870 points).
D’octobre 1992 à mars 1993, le 1er Lanciers constitue, entraîne et fourni un escadron léger de reconnaissance au bataillon belge de la FORPRONU en Ex-yougoslavie. (BELBAT II)
D’octobre 1993 à janvier 1994, un escadron de reconnaissance du Régiment renforce le 3e Bataillon de Parachutistes en mission en Somalie. (UNOSOM III)
En décembre 1994, le 1er Lanciers a reçu les premiers chars Léopard modernisés. De décembre 1994 à mars 1995, le Régiment se voit confier le commandement de la mission BELBAT VIII
Le 17 février 1995, Sa Majesté la Reine Paola a rendu visite aux familles de nos casques bleus. De décembre 1995 à avril 1996, le Régiment participe à la mission BELBAT XI en fournissant une compagnie mobile capable d’utiliser soit les véhicules à roues, soit les véhicules chenillés CVR-T.
En mars 1997 jusqu’en juillet 1997, le 1er Lanciers participe une fois de plus au maintien de la Paix en fournissant l’Escadron de reconnaissance Charlie de la mission BELBAT XV.
De décembre 1999 à avril 2000, le Régiment participe au Kosovo avec son matériel organique à la mission BELKOS 2 au sein de la KFOR en déployant pour la 1er fois, ses chars Léopard sur un théâtre opérationnel. Le Régiment assure le commandement du bataillon belge intégré à la brigade multinationale Nord sous commandement français.
D’août à décembre 2000 et d’avril à août 2001, le 1 Lanciers participe à nouveau au maintien de la Paix au Kosovo en fournissant l’État-Major de l’Escadron Charlie, ainsi que respectivement un et deux pelotons de chars et ce au sein de la mission BELUKOS 4 et BELUKOS 6.
De novembre 2001 à mars 2002, le Peloton Éclaireurs et quelques renforts du Régiment participent à la mission BELUROKOS 8.
Le 5 février 2003, le Régiment assure provisoirement la garde de deux Étendards, celui du 1er Lanciers et celui du 3e Régiment de Lanciers.
Le 12 septembre 2003, lors des Fastes Régimentaire, le Régiment change d'appellation et devient le 1er/3e Régiment de Lanciers.

## L’Étendard, ses citations et sa fourragère

### Les citations de notre Étendard
La brillante conduite du Régiment lors des différents combats en 1914-1918 et 1940-1945 ainsi que la bravoure extraordinaire de ses Cavaliers ont permis au 1er Régiment de Lanciers d’inscrire en lettres d’or sur son Étendard outre l’inscription : 

#### CAMPAGNE 1914-1918
les citations suivantes :
NAMUR (août 1914)
TERMONDE (septembre 1914)
HANDZAEME (14, 15 et 16 octobre 1918)

#### CAMPAGNE 1940
LA GETTE (13, 14 mai 1940)
LA LYS 1940 (GELUWE, FREZENBERG, PASSENDALE les 25, 26, 27 et 28 mai 1940) 

### La fourragère
L’Étendard a reçu, à la suite de la campagne 1914-1918, la fourragère aux couleurs de la Croix de Guerre belge 1914-1918.
À la suite des cinq citations attribuées pour les campagnes 1914-1918 et 1940-1945, l’Étendard du Régiment a ensuite reçu la fourragère de troisième classe aux couleurs de l’Ordre de Léopold.
Cette fourragère est portée à l’épaule droite par tous les Lanciers lors des cérémonies auxquelles participe l’Étendard (elle ne peut être portée sinon).

## Les traditions

### Les couleurs
Amarante et Blanc
Anciennement les Régiments de Cavalerie portaient le nom et les couleurs du Colonel propriétaire (C’est-à-dire celui qui levait, à ses frais, le régiment). Ensuite dans une même nation les régiments de cavalerie d’un même type : Lanciers, chasseurs, cuirassiers, portèrent un uniforme semblable mais ils se distinguaient non pas, comme à présent, par leur numéro organique mais par leur couleur distinctive.
Pour le 1er Lanciers la couleur distinctive fut dès sa création l’amarante. Cette couleur n’avait pas été décernée au hasard ; elle rappelait plus d’un siècle de gloire accumulée par nos ancêtres les Dragons et les Chevau-Légers belges.
En 1756, lors de la bataille de Kollin où nos Dragons de Ligne écrasèrent les plus belles troupes du Roi de Prusse, Fréderic II, le Régiment portait l’uniforme vert pomme avec le distinctif : amarante
En 1778 nos Dragons prennent l’habit blanc imposé à tout le corps de Dragons Autrichiens et gardent la même couleur distinctive Amarante.
En 1791, le Colonel de Baillet-latour obtient de reprendre l’ancien uniforme vert distinctif amarante avec lequel le Régiment s’était illustré à Kollin.
En 1814, à la création des Chevau-Légers Van der Burch, le Régiment existait toujours dans les rangs de l’Armée Autrichiennes.
Aussi le Comte Van der Burch ne peut prendre la couleur distinctive et c’est avec l’habit vert à col jaune que nos jeunes chevau-légers s’illustrèrent à Quatre-Bras et à Waterloo.
Le Gouvernement provisoire en créant le 1er Lanciers le 24 octobre 1830 lui octroya le distinctif amarante avec Kourtka (habit court) bleu de Roi. Le plastron, le schapska (coiffure d’origine polonaise) comme le pantalon de grande tenue était amarante en souvenir des glorieux régiments dont le jeune 1er Lanciers reprenait avec fierté les traditions. Seule l’unification de toutes les tenues en 1915 amena des couleurs distinctives. Depuis lors tous nos Lanciers de quelque régiment qu’ils appartiennent portèrent l’écusson blanc. Mais en dehors de la tenue imposée, tous nos ornements, comme nos flammes de lance de parade flottant les jours de fête aux antennes de nos chars portent nos glorieuses couleurs traditionnelles ; AMARANTE ET BLANC.

### Les couleurs de nos escadrons
En manœuvre comme au combat, il devient impossible de distinguer nos chars les uns des autres. Or le commandant d’unité doit pouvoir reconnaître ses jeunes afin de mieux contrôler leur action ou les aviser d’un danger. Dans ce but chaque escadron a reçu une couleur distinctive :
- Rouge pour l’Escadron A ;
- Blanc pour l’Escadron B ;
- Bleu pour l’Escadron C ;
- Jaune pour l’Escadron État-major et Services.

### Notre cri de guerre et de ralliement
En toute occasion où l’esprit de corps a besoin de s’extérioriser notre cri de guerre retentit.
Ce cri « Vaillant de le Burch » était le cri de guerre de nos ancêtres les Chevau-Légers. Ils l’avaient hérité de leur chef le comte Charles-Albert van der Burch

### Notre badge
Deux lances entrecroisées.
Le chiffre 1 enfermé dans un ovale formé du ceinturon des anciennes tenues. Ce badge, à quelques variantes près, fut toujours celui du Régiment.

### Notre totem
Le Tigre : La tête de tigre, gueule ouverte et crocs menaçants. Le choix de ce totem, frappant symbole de notre combativité date de la mobilisation du Régiment en 1938.

### Nos fastes
Jadis célébrés le 13 août, en commémoration du combat de Boneffe en 1914. Ils se placent actuellement lors de la remise-reprise du Chef de Corps.

## Jumelage
- France - 5e régiment de dragons
- Royaume-Uni - Royal Scots Dragoon Guards
- Pays-Bas - 41e bataillon de tanks « Hussaren Prins Alexander »

## Ville affiliée et partenariat
- Spa est la ville marraine du 1er Régiment de Lanciers
- Erezée est la ville marraine  de l’Escadron A
- Linter est la ville marraine de l’Escadron B
- Paliseul est la ville marraine de l‘Escadron C
- La Roche-en-Ardenne est la ville marraine de l’Escadron État-major et Services

## Les Chefs de Corps

### De 1830 à 2003
Au cours de cette longue période, le 1er Lanciers fut commandé successivement par :
| Le Général Major de Marneffe et le Colonel Pletinckx | du 24.10.1830 au 05.09.1831 |
| le Colonel de Thierry                                | du 05.09.1831 au 11.04.1838 |
| le Colonel du Roy                                    | du 20.04.1838 au 08.04.1847 |
| le Colonel Lahure                                    | du 16.04.1847 au 19.12.1851 |
| le Colonel de Villiers                               | du 19.12.1851 au 13.02.1857 |
| le Colonel Jaubert                                   | du 13.02.1857 au 04.02.1865 |
| le Colonel Vandevin                                  | du 29.06.1866 au 22.10.1868 |
| le Colonel Van der Bank                              | du 27.10.1868 au 17.12.1870 |
| le Colonel Kenens                                    | du 18.12.1870 au 29.10.1871 |
| le Colonel Fraters                                   | du 29.12.1871 au 29.05.1872 |
| le Colonel Martinsen                                 | du 30.05.1872 au 13.10.1876 |
| le Colonel Fischer                                   | du 13.10.1876 au 12.01.1881 |
| le Colonel Bertrand                                  | du 14.07.1881 au 27.12.1887 |
| le Colonel Baron Greindl                             | du 01.01.1888 au 26.12.1895 |
| le Colonel Chevalier de Boniver                      | du 26.12.1895 au 26.03.1898 |
| le Colonel Pitsaer                                   | du 21.06.1898 au 08.06.1901 |
| le Colonel Fivé                                      | du 08.06.1901 au 21.12.1905 |
| le Colonel de Neuter                                 | du 26.12.1905 au 25.06.1906 |
| le Colonel de Monge                                  | du 26.06.1906 au 26.12.1912 |
| le Colonel Ecuyer Iweins                             | du 26.12.1912 au 15.09.1914 |
| le Colonel BEM Joostens                              | du 16.09.1914 au 26.12.1916 |
| le Colonel Vanlil                                    | du 26.12.1916 au 31.01.1918 |
| le Colonel de Schietere de Lophem                    | du 01.02.1918 au 31.08.1918 |
| le Colonel BEM Yperman                               | du 01.09.1918 au 31.10.1918 |
| le Colonel Notebaert                                 | du 01.11.1918 au 10.06.1924 |
| le Lieutenant-Colonel Brennet                        | du 10.07.1924 au 05.03.1926 |
| le Colonel Delfosse                                  | du 02.04.1927 au 26.12.1929 |
| le Colonel Lancksweert                               | du 26.12.1929 au 26.06.1931 |
| le Colonel BEM de Lannoy                             | du 26.06.1931 au 11.06.1935 |
| le Colonel Beernaert                                 | du 11.06.1935 au 06.01.1938 |
| le Colonel BEM Serlez                                | du 10.01.1938 au 01.04.1939 |
| le Colonel BEM Bastin                                | du 01.04.1939 au 01.01.1940 |
| le Colonel BEM Deleuze                               | du 01.01.1940 au 15.05.1940 |
| le Lieutenant-Colonel Godefroid                      | du 15.05.1940 au 28.05.1940 |
| le Lieutenant-Colonel Chevalier de Brabandère        | du 06.05.1946 au 19.07.1946 |
| le Lieutenant-Colonel Van Hove                       | du 19.07.1946 au 21.06.1947 |
| le Lieutenant-Colonel BEM Baeyens                    | du 21.06.1947 au 10.04.1948 |
| le Lieutenant-Colonel Linard de Guertechin           | du 05.07.1948 au 17.09.1950 |
| le Lieutenant-Colonel Dethy                          | du 17.09.1950 au 06.06.1951 |
| le Lieutenant-Colonel Hogge                          | du 07.06.1951 au 01.10.1952 |
| le Lieutenant-Colonel BEM Piret                      | du 10.10.1952 au 04.02.1954 |
| le Lieutenant-Colonel BEM Schnitzler                 | du 04.02.1954 au 13.12.1954 |
| le Lieutenant-Colonel Stroobants                     | du 13.12.1954 au 07.04.1956 |
| le Lieutenant-Colonel Somville                       | du 07.04.1956 au 15.04.1958 |
| le Lieutenant-Colonel Ecuyer d’Oreye de Lantremange  | du 15.04.1958 au 20.04.1961 |
| le Lieutenant-Colonel BEM Floquet                    | du 20.04.1961 au 14.01.1963 |
| le Lieutenant-Colonel Mathieu                        | du 14.01.1963 au 16.01.1965 |
| le Lieutenant-Colonel BEM Bastogne                   | du 16.01.1965 au 14.01.1967 |
| le Lieutenant-Colonel BEM Grodent                    | du 14.01.1967 au 31.01.1969 |
| le Lieutenant-Colonel Verstegen                      | du 31.01.1969 au 16.01.1971 |
| le Lieutenant-Colonel BEM Derenne                    | du 31.01.1971 au 12.09.1972 |
| le Lieutenant-Colonel BEM Janssens de Bisthoven      | du 12.09.1972 au 18.05.1974 |
| le Lieutenant-Colonel Colot                          | du 18.05.1974 au 29.05.1976 |
| le Lieutenant-Colonel BEM Habran                     | du 29.05.1976 au 05.10.1978 |
| le Lieutenant-Colonel BEM Poncelet                   | du 05.10.1978 au 05.12.1980 |
| le Lieutenant-Colonel BEM Brunin                     | du 05.12.1980 au 19.09.1983 |
| le Lieutenant-Colonel BEM Maghe                      | du 19.09.1983 au 16.05.1986 |
| le Lieutenant-Colonel BEM Keymeulen                  | du 16.05.1986 au 10.06.1988 |
| le Lieutenant-Colonel BEM Michaux                    | du 10.06.1988 au 31.05.1991 |
| le Lieutenant-Colonel BEM Delcour                    | du 31.05.1991 au 04.06.1993 |
| le Lieutenant-Colonel Ghenne                         | du 04.06.1993 au 16.06.1995 |
| le Lieutenant-Colonel BEM Bodson                     | du 16.06.1995 au 03.09.1997 |
| le Lieutenant-Colonel Bernard I.r.                   | du 03.09.1997 au 08.09.1999 |
| le Lieutenant-Colonel BEM Grosdent                   | du 08.09.1999 au 14.09.2001 |
| le Lieutenant-Colonel BEM Buchsenschmidt             | du 14.09.2001 au 12.09.2003 |